# 特雷耶
特雷耶（法語：Treilles，法語發音：[tʁɛj] ⓘ）是法国奥德省的一个市镇，位于该省东南部，属于纳博讷区。

## 地理
特雷耶（42°55'24"N, 2°56'38"E）面积12.42 平方千米，位于法国奧克西塔尼大區奥德省，该省份为法国南部沿海省份，北起塔恩省，西北接上加龙省，西接阿列日省，南至东比利牛斯省，东临地中海，东北与埃罗省接壤。
与特雷耶接壤的市镇（或旧市镇、城区）包括：卡沃、弗亚、菲图。
特雷耶的时区为UTC+01:00、UTC+02:00（夏令时）。

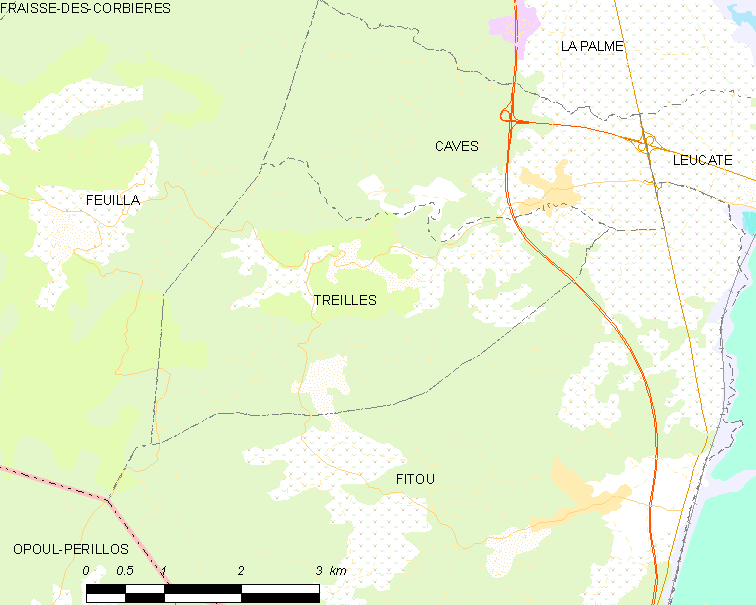
特雷耶的OSM定位图

## 行政
特雷耶的邮政编码为11510，INSEE市镇编码为11398。

## 政治
特雷耶所属的省级选区为地中海科比耶尔县。

## 交通
奥德省省道D27线和D50线在市中心交汇。

## 人口

1962-2008年间特雷耶人口变化图示

特雷耶于2022年1月1日时的人口数量为263人。